# Гуткин, Константин Андреевич
Константин Андреевич Гу́ткин (первоначально Хаим-Кусиель Аронович Гуткин; 1893—1984) — врач акушер-гинеколог, деятель здравоохранения, Заслуженный врач Карело-Финской ССР (1943), Заслуженный врач РСФСР (1958).

## Биография
Родился в Невеле в семье Арона Лейбовича Гуткина и Ханы Кусиелевны Кацовой. В 1910 году окончил Невельское городское училище, в 1912 году переехал в Петрозаводск. В 1914 году, после окончания Петрозаводской фельдшерско-акушерской школы с отличием, работал фельдшером уездного земства, фельдшером Мурманской железной дороги.
В 1927 году окончил Ленинградский институт медицинских знаний, работал хирургом, акушером-гинекологом, заведующим акушерско-гинекологическим отделением Петрозаводской центральной городской больницы (ныне Петрозаводская городская больница скорой помощи).
В годы Великой Отечественной войны — майор медицинской службы, начальник хирургического отделения Беломорского эвакуационного госпиталя.
С 1945 года — главный врач Петрозаводского родильного дома № 1, с 1949 года — главный акушер-гинеколог министерства здравоохранения Карело-Финской ССР.
С 1963 года — первый заведующий организованной в Петрозаводском государственном университете кафедрой акушерства и гинекологии, кандидат медицинских наук (1941), доцент (1965), автор более 30 научных работ по проблемам акушерства и гинекологии.

## Научные труды
- Гуткин К. А. Опыт ведения последового периода родов
- Гуткин К. А. Акушерско-гинекологическая помощь в Карельской АССР (1949—1965)

## Память
В 1993 году имя К. А. Гуткина присвоено Петрозаводскому родильному дому № 1.

## Семья
Брат — А. А. Гуткин (1890—1962) — врач-инфекционист, Заслуженный врач Карело-Финской ССР (1946), Заслуженный врач РСФСР (1959).